# 辻沙穗里
辻 沙穂里（つじ さおり、 1994年5月17日 - ）は、元毎日放送（MBS）のアナウンサー。夫はプロ野球選手（中日ドラゴンズ内野手）の山本泰寛。

## 経歴・人物
東京都の出身。実父の影響で小学校へ入学する前から囲碁を始めると、小・中学生時代には、「プロ囲碁棋士の対局譜を、登校の前に必ず一局分記憶していた」いう。小学生時代には緑星囲碁学園へ入門。「アマチュア六段」の段位も授与されている。
東京学芸大学附属高等学校への在学中は、学内の囲碁部でも活動。3年時には2011年の第35回文部科学大臣杯全国高校囲碁選手権大会女子団体戦で優勝を果たした。その一方で、小学生時代にはサッカーと体操の教室にも通っていたほか、中学生時代は陸上競技部に所属。高校および、慶應義塾大学商学部への在学中にはダンスサークルに入っていた。
アナウンサーを本格的に志し始めたのは大学生時代で、テレビ朝日アスクやフジテレビアナトレへ通うかたわら、3年時の2016年には、BSフジの第30期学生キャスターとして、5月から11月まで『BSフジNEWS』に出演していた。
大学卒業後の2018年4月1日付で、三ツ廣政輝と同期で、アナウンサーとして毎日放送へ入社。同局によるアナウンサーの採用は2015年の玉巻映美・藤林温子・森本尚太以来4年振りで、衛星放送の学生キャスター経験者から初めて同局に採用されたアナウンサーでもある。
テレビ（MBSテレビ）では、2018年7月26日（木曜日）に放送された特別番組『ちちんぷいぷい×VOICE みんなでとびだせっ!夏の5時間ぶち抜きスペシャル』で、三ツ廣と揃って番組デビュー。同年8月15日からは、母体番組の『ちちんぷいぷい』で、水曜日パネラーの未知やすえと共に「ぷいぷいデパ地下部」（隔週水曜日に期間限定で放送されたロケコーナー）のリポーターを担当していた。同年11月12日から『痛快!明石家電視台』の第7代アシスタントに起用されると、同月25日には、『ちちんぷいぷい』の出演者を代表して第8回大阪マラソンでフルマラソンに初挑戦。5時間32分3秒というタイムで完走した。
ラジオ（MBSラジオ）では、2019年11月1日から2025年中までの6年間にわたってMBSラジオで放送される『ばんぱく宣言　われら21世紀少年団』（2025年日本国際博覧会の応援番組）のパーソナリティを、三ツ廣や1年後輩のアナウンサー（清水麻椰・野嶋紗己子）と担当している。
私生活では、慶応大学での先輩に当たるプロ野球選手の山本泰寛と在学中から交際。山本は卒業後の2016年から読売ジャイアンツ（巨人）に在籍していたため、2019年12月に結婚してからも、辻が毎日放送本社のある大阪府内、山本が巨人の本拠地のある東京都内で別々に生活していた。2020年に入ってから、第一子を懐妊していることが判明。判明当初は、「（毎日放送の）一会社員という立場で結婚や妊娠といった報告をするべきではない」との考えの下で、同年の日本プロ野球（NPB）シーズン終了後に安定期へ入ってから公表することを予定していた。しかし、シーズン中の9月14日に結婚と懐妊がスポーツ紙などで報じられたことを受けて、翌15日にInstagram上の公式アカウントで正式に公表した。
2021年春に第一子の出産が見込まれていたため、『ばんぱく宣言』を2020年9月28日放送分、『痛快!明石家電視台』のアシスタントを同年10月12日放送分で卒業。他の担当番組も順次降板したうえで、産前産後休業に入った。山本が阪神の一軍選手として2021年NPBレギュラーシーズンの開幕に臨んでいた3月30日に長男を出産。
なお、毎日放送アナウンサー室の企画による「MBSアナウンサーカレンダー」（同室に在籍する現役アナウンサー全員の写真を掲載しているカレンダー）の2021年版には、産前産後休業前の写真やコメントを3月分に使用。休業中の2020年12月には、巨人に在籍していた山本が、毎日放送と同じ関西地方に本拠地を置く阪神タイガースへ金銭トレードで移籍した。
また、「新日本放送」時代の1959年3月1日からテレビ放送事業とラジオ放送事業を兼営してきた毎日放送は、2021年4月1日付でラジオ放送事業を「株式会社MBSラジオ」へ移管。毎日放送は移管を機にテレビ単営局へ移行したが、辻はアナウンス職のまま同社の総合編成局（移管を機に新設）アナウンスセンターへ籍を置いている。実際には、2022年4月15日（金曜日）に「株式会社MBSラジオ」で放送された『MBSニュース』（『こんちわコンちゃんお昼ですょ!』内の定時ニュース）から「MBSアナウンサー」としての活動を再開していた。
2023年3月以降はテレビ・ラジオとも番組から遠ざかっているが、毎日放送のアナウンスセンターには引き続き在籍。同センターによるプロデュースの下で（男女を問わず）所属アナウンサー全員の写真を使用している「MBSアナウンサーカレンダー」の2024年版（2023年10月から発売）にも、辻の写真が組み込まれている。その一方で、山本は同年限りで阪神から戦力外通告を受けた後に、中日ドラゴンズへ入団。中日の本拠地が愛知県名古屋市であることから、山本は入団を機に、2023年末から県内で生活している。
2025年6月30日、『コトノハ』に出演し、同日付でのMBS退社を発表した。

## 過去の出演番組

### 毎日放送への入社後
- MBSニュース（テレビ・ラジオとも不定期）
  - 2018年7月23日（月曜日）のラジオニュース（『松井愛のすこ〜し愛して♥』11時台）で「初鳴き」（番組デビュー）。同年10月以降は、『Nスタ』日曜版内の関西ローカルニュースも担当していたほか、第一子の懐妊が判明するまでは火曜深夜～水曜早朝の宿直勤務にも入っていた。産前産後休暇が終了した2022年4月15日（金曜日）から一部の時間帯で担当を再開していたが、2023年以降は担当から外れている。

#### テレビ
- ちちんぷいぷい
  - 2018年8月15日から同年10月10日まで、「ぷいぷいデパ地下部」（隔週水曜日に4回シリーズで放送されていた期間限定コーナー）のリポーターとしてレギュラー出演を開始。中断期間をはさんで、同年11月14日から2019年3月19日までは、シャンプーハットてつじ（当時の水曜パネラー）とのコンビで「わざわざグルメ調査隊」（隔週水曜日に放送されるグルメロケ企画）の「調査員」（リポーター）を務めた。「わざわざグルメ調査隊」は、『ミント!』でも一時改題していたが、事実上継続している。
  - 2018年11月9日から同月30日までは、第8回大阪マラソンとの連動企画で、毎週金曜日に出演。番組から3年ぶりに同大会へ参加するランナーとして、高尾憲司・千葉真子の指導を受けていた。また、水・金曜以外の曜日でも、ロケ取材を随時担当していた。
  - 仲邑菫（大阪市在住）が日本棋院所属の棋士としては史上最年少（10歳0か月）でプロデビューを果たした2019年1月以降の放送では、囲碁に造詣の深い地元放送局のアナウンサーとして、囲碁関連の解説役や仲邑へのインタビュアーを務めた。その結果、JNN・JRN加盟局の優秀なアナウンサーを毎年表彰するアノンシスト賞で、近畿中部北陸ブロックの2018年度新人奨励賞を受賞した[22]。
  - 2019年3月でレギュラー出演を終了（『ミント!』へ異動）した後も、番組から派生したイベント（同年6月17日開催の「ぷいぷい落語会2019」など）へ随時登場していた。同年8月には、「リアル世界くん」（海外取材企画）のリポーターへ初めて起用されるとともに、ロシア連邦の各地を取材。
  - 2020年4月の改編で「嗚呼!花の応援マン2020」（スポーツに携わる全ての人々を応援するコーナー）が月 - 木曜日に新設されたことに伴って、同年3月30日（月曜日）放送分からレギュラー出演を本格的に再開。「フレ!フレ!スポーツ」へ改題した同年6月以降も取材リポートを継続していたが、第一子の懐妊に伴って、8月27日（木曜日）放送分を最後に出演を見合わせている。
- 痛快!明石家電視台（第7代アシスタント、2018年11月12日 - 2020年10月12日）
  - 第6代アシスタントで毎日放送入社時の先輩アナウンサーだった豊崎由里絵が第1子の懐妊を機に降板したことを背景に、番組史上初めて、同局の新人アナウンサーからアシスタントへ抜擢。放送上は、2018年10月29日・11月5日の「実際どうなん!?MBSアナウンサー」から、アナウンサーの1人として出演していた。
  - 第一子の出産と育児休暇を経て、2022年4月からアナウンサーとしての活動を再開したことを受けて、同年6月27日放送分の「祝67歳!さんまの名言めっかっちゃったスペシャル」には「証言ゲスト」の1人として出演。アシスタントの降板以来1年半ぶりに、スタジオでの収録に参加した。
- これで見納め!森田さんの平成ニッポンの初日の出（TBSテレビ制作、2019年1月1日）
  - 日本万国博覧会（1970年開催）アルゼンチン館コンパニオンの衣装のレプリカを着用しながら[注 1]、さきしまコスモタワー（大阪市住之江区）展望室からの生中継リポートを担当。TBSテレビ制作の番組に初めて登場した。
- 選抜高等学校野球大会中継（2019年）
  - 習志野市立習志野高等学校対東邦高等学校の決勝戦テレビ中継（4月3日）で、甲子園球場の一塁側アルプススタンドから、習志野の応援リポートを担当。
- 世界まさかのお買い物（2019年11月27日）
  - 2018年11月2日から2回にわたって放送された特別番組の第3弾で、霜降り明星と共に初めて進行を担当。

2018年10月から2019年3月までは、放送予定のテレビ番組を紹介する関西ローカル向けスポットCMのオープニング映像にも、自己紹介を兼ねて登場していた（2018年内は三ッ廣とのコンビ、2019年1月以降は単独で登場）。
- コトノハ図鑑→「へぇ～のコトノハ」（不定期）
  - 所属する毎日放送アナウンサー室の企画で、2018年7月から2020年3月まで『コトノハ図鑑』（事前収録のレギュラー番組）として放送された後に、2020年4月から2021年3月まで「へぇ～のコトノハ」（『ちちんぷいぷい』月・水曜日→水曜日のレギュラーコーナー）へ移行。『コトノハ図鑑』については、入社1年目の2018年8月31日放送分から随時出演していた[23]。
  - 「へぇ～のコトノハ」については、『痛快!明石家電視台』を隔週月曜日に収録しているため、水曜日の放送分を中心に調査ロケを担当していた。2020年の10月改編を前に産前産後休暇へ入ったため、この改編で放送曜日が水曜日に集約されてからは出演していない。
- ミント!（水・木曜日→月・水曜日→火・水曜日リポーター、2019年4月3日 - 2020年8月）
  - 「わざわざシャンプー　てつじ編」（隔週水曜日に放送）→「わざわざグルメ調査隊」（毎週水曜日に放送）でシャンプーハットてつじと共にリポーターを務める一方で、木曜日（2019年度上半期）→月曜日（同年度下半期）→火曜日（2020年度上半期以降）には、16時台に放送される特集のリポートを単独で担当する。『おうちにいようよ（→あしたのために） ちちんぷいぷい&ミント!』（新型コロナウイルスへの感染拡大防止策の一環で2020年4月20日から5月29日まで編成）では、「わざわざグルメ調査隊」が放送されないため、火曜日を中心に報道系の特集で取材リポートを随時担当。2020年6月から番組自体を再開したが、第一子の懐妊に伴って、2020年8月19日放送分の「わざわざグルメ調査隊」を最後に出演を見合わせている。
  - 「わざわざグルメ調査隊」では、2020年の初頭に京都市内で臨んだロケの最中に、テレビ朝日アスクでの同窓生だった羽田優里奈（大阪芸術大学出身・舞夢プロ所属のタレント）と偶然再会[注 2]。同年2月26日の同コーナーで、その模様を収めた映像が放送された。
- + music ナレーター（2020年6月16日から不定期で担当）
  - 『痛快!明石家電視台』からミニ番組1本をはさんで放送されていた番組で、本来は先輩アナウンサーの松本麻衣子が担当。
- 爆笑!日本の新知識　ダーレモシラナイ（不定期で放送されるシリーズ番組、アシスタント）
  - 第1回（2019年5月25日放送分）はTBS系列全国ネットの特別番組として制作されたため、毎日放送への入社後初めて、全国向けの番組に登場。
- 三度の飯よりアレが好き!
  - 放送期間（2022年度）において日放送での社歴が5年目以下（自身と三ツ廣は5年目）のアナウンサーが、スタジオMCやロケリポートを交互に担当していた番組で、産前産後休暇からの職場復帰後に不定期で出演。
- 住人十色（ナビゲーター代理、2023年1月28日・2月11日・3月4日・3月11日）
  - 2009年3月から初代のナビゲーターを務めてきた先輩アナウンサーの高井美紀が体調不良でスタジオ収録への参加を見合わせた回に、ナビゲーター代理として出演。最初の代演後の同月25日に高井が急逝したため、代演翌週の放送回（2月4日）では、前年末（2022年12月21日）に収録された高井の生前最後の出演分が放送された。
  - あくまでも暫定的な代行であったため、番組の公式サイトで「ナビゲーター」（高井の後任）として紹介されておらず、2023年3月18日以降の放送回では登場の機会がなかった。同年4月29日放送回（いずれも毎日放送での関西ローカル分）からは、後輩アナウンサーの海渡未来（2022年入社）が第2代のナビゲーターへ正式に起用されている[24]。

#### ラジオ
- MBSヨル隊　ナジャ・グランディーバのレツゴーフライデー（ナイターオフ期間限定番組）
  - 2018年度から18時台に新設された生中継コーナー「午後6時の○○で!知名度アップアップ大作戦!」に、三ツ廣との隔週交代でリポーターとして出演。
- ヤングタウン日曜日（不定期）
  - 2018年10月から、先輩アナウンサーでアシスタントの福島暢啓が休演する場合に、ゲスト扱いで随時出演。
- あどりぶラヂオ
  - 2018年11月23日から、「さおりんの女子会ラヂオ」（金曜放送分に週替わりで内包される事前収録コーナー）のパーソナリティを単独で担当。2019年1月4日放送分の「MBSアナウンサースペシャル」（アナウンサーによるパーソナリティリレー企画）にも出演した。2020年の初回放送（1月2日未明放送分）で、全編のパーソナリティを初めて担当。
- 辻・三ツ廣の以後お見知りおきを（2018年12月6日 - 2019年1月29日、毎週木曜日0:00 - 0:30）
  - テレビ・ラジオを通じて自身初の冠番組で、当初は2018年12月にのみ『以後お見知りおきを1st（ファースト）』として放送する予定だったが、『 - 2nd（セカンド）』と改題したうえで放送期間を2019年1月にまで延長。番組タイトルの「以後（いご）」は、自身の特技である囲碁にちなんでいた。

いずれも不定期で出演。
- 松井愛のすこ〜し愛して♥
  - 通常はシフト勤務の一環で、産前産後休暇に入る前から番組内の『MBSニュース』を随時担当。休暇から復帰後の2022年11月9日・16日（いずれも水曜日）放送分で、全編のパーソナリティ代理を務めた。先輩アナウンサーでもある松井愛が胆石症の入院加療へ専念していることに伴う代演で、パーソナリティ代理を立てる回の通例に沿って、代演した回は『辻沙穂里のすこ～し愛して♥』というタイトルで放送された。
- シャンプーハットてつじの聴くグルメ!ごちそうの時間♪
  - 2017年から毎年12月末に放送される特別番組で、2018年・2019年放送分に出演。
- MBSラジオ亥の一番! 次は～新福島! 猪（ちょ）ベリグ大新年会!（2019年1月1日）
  - 『森田さんの平成ニッポンの初日の出』の生中継リポート終了後に、内包コーナー「辻・三ツ廣の以後お見知りおきを　番外編」を三ツ廣とのコンビで担当。
- 上泉雄一のええなぁ!
  - 通常は、シフト勤務の一環で、番組内の『MBSニュース』と『ネットワークTODAY』（企画ネット版）のみ不定期で担当。2019年3月11日（月曜日）には、先輩アナウンサーでコーナーレギュラーの藤林温子が体調不良で急遽休演したことを受けて、毎日放送への入社後初めて本編に出演した。同年の最終放送（12月30日の『上泉雄一の年末拡大 2時からええなぁ!』）では、藤林と交互に一部のコーナーを担当。
- 北野誠の茶屋町怪談（日曜日の深夜に不定期で放送される特別番組） - 通常は先輩アナウンサーの玉巻映美が担当する進行役を、「2018冬」（2018年12月16日深夜放送分）のみ担当。
- ばんぱく宣言 われら21世紀少年団 パーソナリティ（実際には隔週ペースで出演、2019年11月1日 - 2020年9月28日）
- 歌舞伎役者市川弘太郎と一杯呑み屋で（2019年12月29日） - 市川弘太郎・市川猿弥出演の特別番組
- 関西グルメアワー～今夜の店主は“ラーメン”の時間～（2020年1月4日）
- 福島のぶひろのお花見ラジオ（2020年4月7日の18:00 - 20:00に生放送）
- 黒田のギモン 誰かこたえてよ!（2020年6月11日の18:00 - 21:00に生放送）
- コトノハ
  - 「コトノハ」（言葉）にこだわった毎日放送アナウンスセンター制作の事前収録番組で、2021年10月4日から毎週月曜日（2023年9月25日までは21:45 - 22:00 → 同年10月2日以降は21:30 - 21:45）に放送。他の番組から遠ざかっていた2023年11月にも、同センター所属のアナウンサーから野嶋紗己子（翌12月で退社）以外の全員（34名）が参加していた「今、私を彩っているもの」（「MBSアナウンサーカレンダー2024」の発売を記念した全3回のシリーズ企画）に向けてコメントを寄せている。

### 毎日放送への入社前
- BSフジNEWS（BSフジ、第30期女子大生ニュースキャスター、2016年5月 - 11月）

## 連載記事
- 『スポーツニッポン』大阪本社発行版「MBSアナウンサー辻沙穂里の囲碁、よろしく」（2019年4月 - 2020年3月）
  - 囲碁の魅力を伝えることを主な目的に執筆していたコラムで、月に1回のペースで掲載。2020年度には、「しみのじのふたりごと」というタイトルで、1年後輩の「しみのじ」（清水麻椰・野嶋紗己子[注 3]両アナウンサー）が隔月交互に担当を引き継いでいる。